# Zakąska (do alkoholu)

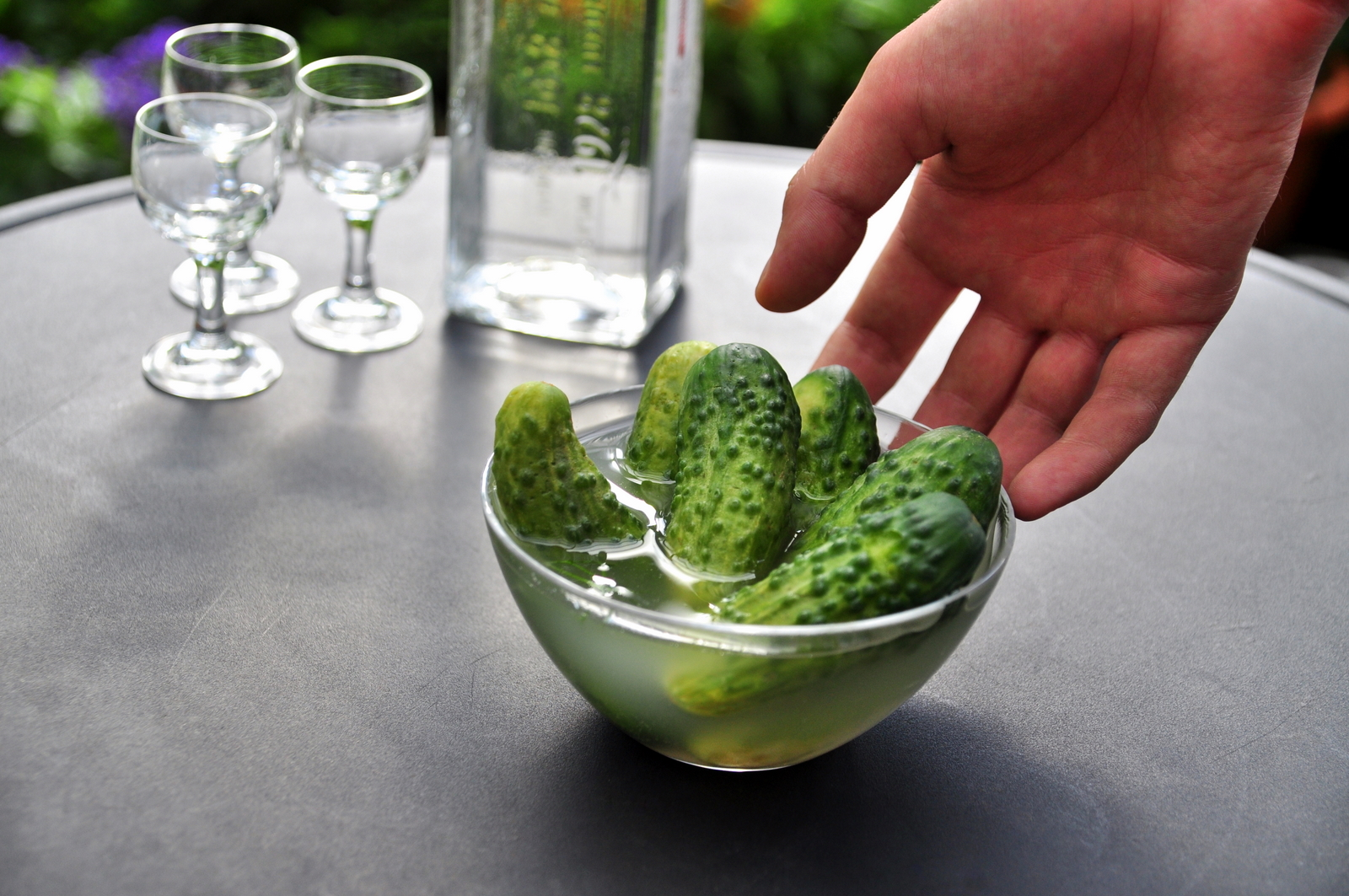
Ogórki małosolne jako popularny rodzaj alkoholowej zakąski

Zakąska – rodzaj przystawki, potrawy podawanej w niewielkich porcjach do wysokoprocentowych napojów alkoholowych.
Do wódki szczególnie często serwowana w Rosji i w innych krajach słowiańskich.
Poza funkcją kulinarną zakąska pełni też w tych krajach pewną rolę kulturową (podobnie jak sama wódka) stanowiąc zazwyczaj podkreślenie i zaznaczając scementowanie swoistej więzi osób wspólnie pijących. Najczęściej spotykane zakąski to ogórki kiszone i śledzie w oleju (mające powstrzymywać wchłanianie alkoholu). 
W Polsce w czasach PRL-u popularnymi zakąskami do wódki serwowanymi w lokalach gastronomicznych (w tym w eleganckich restauracjach) były: zimne nóżki, jajka w majonezie, sałatka warzywna, śledzie w śmietanie oraz tatar.
Znany jest również zwyczaj „zakąszania” trunków innych niż wódka, na przykład piwa suszoną rybą bądź marynowanymi grzybami, lecz nie są to zakąski w ścisłym znaczeniu tego słowa, gdyż nie służą lepszemu wchłanianiu alkoholu, a jedynie spotęgowaniu pragnienia.